# Panna Marie Bolestná z Chebu
Panna Marie Bolestná z Chebu je gotická socha ze 70.–80. let 15. století neznámého původu, původně součást sousoší Kalvárie. Je vystavena ve stálé expozici gotické plastiky Galerie výtvarného umění v Chebu.

## Popis a zařazení
Socha z lipového dřeva 140,5 × 38,5 × 28,5 cm, vzadu vyhloubená, se zbytky původního křídového podkladu a polychromie. Poškozen podstavec a lemy roucha. Restaurováno poprvé r. 1961, později sochu restauroval J. Tesař (1972, 1974), F. Hodonský a B. Jetelová (1986–1987) a J. Živný (1986, 1994). Inv. č. P 32.
Vertikálně orientovaná štíhlá socha byla zřejmě součástí sousoší Kalvárie. Z kompaktního a sevřeného bloku vystupují pouze sepjaté ruce, které na prsou přidržují cípy pláště. Pod lokty je drapérie nařasena do mělkých ostrých záhybů ve tvaru V, které nenarušují kompaktnost bloku. Vpředu plášť splývá v dlouhých vertikálních záhybech a lehce naznačuje koleno pravé volné nohy. Okraj pláště je ohrnut na rubovou stranu kolem sepjatých rukou a v dlouhých ostře zakončených záhybech vpředu. Oválná tvář má široce odsazené oči mandlovitého tvaru a sevřené výrazné rty, které dávají Marii zasmušilý výraz. Rouška pokrývající hlavu spadá přes ramena do úrovně prsou.
Socha vychází z tradice ulmského sochařství a je blízká okruhu Michela Erharta a jeho syna Gregora (např. Truchlící Panna Marie v nástavci oltáře v Blaubern). Švábský vliv se projevil i v sochařství v sousedním Bavorsku, rakouském Podunají a Francích, odkud mohl být díky vzájemným vazbám přenesen do Čech. Převzatý „styl dlouhých linií“ charakterizuje štíhlý válcovitý objem, potlačení tělesných tvarů a specifický „plechový“ systém záhybů drapérie. Podobná je také typika ženských tváří. V prostředí západních Čech se tento styl dochoval u několika soch, vytvořených mezi 60.–80. lety 15. století, např. u madon z Plané a Lokte. Nejstarší sochou z tohoto souboru je Panna Marie Bolestná ve sbírce Národní galerie v Praze, která pochází z Chebska a reflektuje i dílo Mistra Ukřižování z kostela sv. Bartoloměje v Plzni.
Oproti Madoně z Plané představuje chebská Marie Bolestná mnohem pokročilejší kompoziční řešení. Blok postavy je plnější a záhyby drapérie jsou redukovány na ostré lomy po stranách, aniž by narušovaly jádro sochy. Mírné zúžení obrysu směrem dolů zvýrazňuje zaoblenost a vyklenutí objemu.

### Příbuzná díla
- Panna Marie Bolestná, Národní galerie v Praze
- Madona z Plané u Mariánských Lázní
- Madona z Lokte (1482?), boční oltář kostela sv. Václava v Lokti
- Madona z oltáře Čtrnácti svatých pomocníků v Kadani (70. léta 15. stol., nezvěstná)